# Mainbernheim-Bahnhof
Mainbernheim-Bahnhof (auch Mainbernheim Bahnhof) ist ein ehemaliger Ortsteil der Stadt Mainbernheim im unterfränkischen Landkreis Kitzingen. Mittelpunkt des heute mit dem Kernort zusammengewachsenen Ortsteils ist der Bahnhof an der Bahnstrecke Fürth–Würzburg, der heute nur noch für betriebliche Zwecke genutzt wird.

## Geschichte
Die Bahnstrecke zwischen Fürth und Rottendorf bei Würzburg entstand zwischen 1861 und 1864. Die Mainbernheimer Stadtoberen wollten vom Neubau profitieren und verkauften den Bayerischen Staatsbahnen 19 Tagewerk und 384 Dezimal öffentlichen Grund sowie 53 Tagwerk und 540 Dezimal Privatgrund. Hierdurch gelang zunächst, dass die Mainbernheimer Gemarkung von der Bahn durchquert wurde. Die Bahnen errichteten schließlich sogar ein zweigeschossiges Bahnhofsgebäude an der Strecke, das im Stammblatt den Namen „Mainbernheim-Bahnhof“ erhielt.
Zu einem Ortsteil stieg das Gebäude zusammen mit den hier zweispurig verlaufenden Gleisanlagen durch die Wohnmöglichkeiten im Obergeschoss des Bauwerks auf. Hier lebten Bahnbedienstete, unter anderem der jeweilige Bahnhofsvorsteher. Zwischen Mainbernheim und dem Bahnhof wurde ein ca. 1 Kilometer langer Fußweg angelegt, der den Namen „Bahnhofweg“ erhielt. Letztmals wurde der Mainbernheimer Bahnhof im Jahr 1888 als eigenständiger Ortsteil erwähnt.
Im Jahr 1902 siedelte sich direkt neben dem Bahnhof die Lebkuchenfabrik der Firma Schmidt an. Schnell entstanden weitere Betriebe um die Station. Im Jahr 1982 wurde die Bedienung durch den Personenverkehr eingestellt. Damit begann auch das Bahnhofsgebäude zu verfallen. Zuletzt wurde Mainbernheim nur noch von Güterzügen angefahren. So verlud man hier in den 1990er Jahren noch Zuckerrüben, später wurde vor allem Grubenholz hier gesammelt und eingeladen. Heute besteht ein kleines Industriegebiet um den ehemaligen Bahnhof.

## Infrastruktur des Bahnhofs
Außer den durchgehenden Gleisen der Bahnstrecke existiert ein beidseitig angeschlossenes Ausweichgleis. Sonstige Verladegleise für den Güterverkehr sowie Bahnsteige gibt es nicht mehr, das Empfangsgebäude sowie ein Güterschuppen bestehen noch, werden aber bahnfremd genutzt.

## Einwohnerentwicklung
Die Bahnstation bestand im Jahr 1875 bereits aus zwölf Gebäuden und war mit einer eigenen Poststation ausgestattet. Sie gehörte zur protestantischen Schule und Pfarrei Mainbernheim.
| Jahr | Einwohner | Jahr | Einwohner |
| ---- | --------- | ---- | --------- |
| 1875 | 30        | 1888 | 23        |